# 段铁力
段铁力（1963年3月—），男，汉族，黑龙江宾县人，中华人民共和国政治人物，曾任国家烟草专卖局副局长，第十一届、十二届全国人民代表大会河北地区代表。

## 生平
1983年7月在唐山师范专科学校数学系毕业并留校工作，曾任数学系干事、团总支书记等职。后曾在上海财经大学研究生院进修。
1991年后，历任河北省秦皇岛市烟草专卖局(分公司)纪检组长、副局长、副经理、经理，河北省烟草专卖局(公司)副总经理，河北中烟工业公司副总经理、总经理等职。2014年12月，任北京市烟草专卖局局长、总经理。2015年3月至2023年4月，担任国家烟草专卖局副局长。
2008年，当选第十一届全国人大代表。2013年，当选第十二届全国人大代表。

## 荣誉
- 第二届“中国青年企业家管理创新奖”（2008年）[7]